# Victor Ray Ennis
Victor Ray Ennis é um sonoplasta norte-americano. Como reconhecimento, foi nomeado ao Oscar 2012 na categoria de Melhor Edição de Som por Drive.